# Misplaced Childhood
Misplaced Childhood (ES:Infancia Equivocada) es el tercer álbum de estudio de la banda inglesa de rock neoprogresivo Marillion. Fue publicado en junio de 1985 y ha sido el álbum más exitoso de la banda hasta la fecha, alcanzando el primer puesto en la lista de los discos más vendidos en el Reino Unido en junio de 1985. El disco presenta el sencillo más exitoso de la banda, "Kayleigh", que llegó hasta el segundo puesto en la lista de éxitos británica.
Misplaced Childhood es el primer álbum conceptual de la banda, y trata sobre el amor, el éxito repentino y la infancia perdida. El vocalista del grupo, Fish, explicó que había concebido el disco bajo los efectos del LSD. Varias de las pistas contienen referencias autobiográficas: "Kayleigh" habla sobre una antigua novia del vocalista, y "Heart of Lothian" hace alusión a una de las regiones tradicionales de Escocia (puesto que Fish es escocés).
El álbum fue remasterizado y editado en 1998 con demos y caras-B.

## Lista de canciones

### Cara uno
1. "Pseudo Silk Kimono" – 2:14
2. "Kayleigh" – 4:03
3. "Lavender" – 2:27
4. "Bitter Suite" – 7:56
5. "Heart of Lothian" – 4:02

### Cara dos
1. "Waterhole (Expresso Bongo)" – 2:13
2. "Lords of the Backstage" – 1:52
3. "Blind Curve" – 9:29
4. "Childhood's End?" – 4:33
5. "White Feather" – 2:25

### Canciones extra en la versión de 1998
1. "Lady Nina" (Extended 12" Version) – 5:51
2. "Freaks" (Single version) – 4:09
3. "Kayleigh" (Alternative Mix) – 4:05
4. "Lavender Blue" (Lavender Remix) – 4:24
5. "Heart of Lothian" (Extended Mix) – 5:55
6. "Pseudo Silk Kimono" (Demo) – 2:10
7. "Kayleigh" (Demo) – 4:05
8. "Lavender" (Demo) – 2:33
9. "Bitter Suite" (Demo) – 2:54
10. "Lords of the Backstage" (Demo) – 1:46
11. "Blue Angel" (Demo) – 1:46
12. "Misplaced Randezvous" (Demo) – 1:55
13. "Heart of Lothian" (Demo) – 3:49
14. "Waterhole (Expresso Bongo)" (Demo) – 2:05
15. "Passing Strangers" (Demo) – 9:10
16. "Childhood's End?" (Demo) – 2:25
17. "White Feather" (Demo) – 2:18

### Cara uno
1. "Pseudo Silk Kimono" – 2:14
2. "Kayleigh" – 4:03
3. "Lavender" – 2:27
4. "Bitter Suite" – 7:56
5. "Heart of Lothian" – 4:02

### Cara dos
1. "Waterhole (Expresso Bongo)" – 2:13
2. "Lords of the Backstage" – 1:52
3. "Blind Curve" – 9:29
4. "Childhood's End?" – 4:33
5. "White Feather" – 2:25

### Cara uno
1. "Emerald Lies" (Intro) - 0:50
2. "Script for a Jester's Tear - 8:41
3. "Incubus" - 9:41

### Cara dos
1. "Chelsea Monday" - 9:59
2. "The Web" - 8:17

### Disco 3: Live at Utrecht 1985 (Continued) (en Cd y vinilo)
"Misplaced Childhood"

### Cara uno
1. "Pseudo Silk Kimono" - 3:15
2. "Kayleigh" - 4:00
3. "Lavender" - 2:20
4. "Bitter Suite" - 8:21
5. "Heart of Lothian" - 4:02

### Cara dos
1. "Waterhole" (Expresso Bongo) - 2:26
2. "Lords of the Backstage" - 1:47
3. "Blind Curve" - 9:36
4. "Childhood's End?" - 4:13
5. "White Feather" - 5:48

### Cara tres
1. "Fugazi" - 12:35

### Cara cuatro
1. "Garden Party" - 6:14
2. "Market Square Heroes" - 7:25

### Disco 4: Singles, B-Sides & Versions (en Cd)
1. "Lady Nina" (B-Side) – 5:51
2. "Freaks" (B-Side) – 4:09
3. "Kayleigh" (Alternative Mix) – 4:05
4. "Lavender Blue" – 4:24
5. "Heart of Lothian" (Extended Mix) – 5:55
6. "Lady Nina" (Steve Wilson Stereo Remix) - 3:43 
7. "Pseudo Silk Kimono" (Demo) – 2:15
8. "Kayleigh" (Demo) – 4:00
9. "Lavender" (Demo) – 2:33
10. "Bitter Suite" (Demo) – 2:54
11. "Lords of the Backstage" (Demo) – 1:46
12. "Blue Angel" (Demo) – 1:46
13. "Misplaced Rendezvous" (Demo) – 1:55
14. "Heart of Lothian" (Demo) – 3:49
15. "Waterhole (Expresso Bongo)" (Demo) – 2:05
16. "Passing Strangers" (Demo) – 9:10
17. "Childhood's End?" (Demo) – 2:25
18. "White Feather" (Demo) – 2:18

### Steven Wilson Remixes
Ese disco de Blu Ray contiene DTS-HD Master Audio 5.1 en Misplaced Childhood y Lady Nina (5.1 Surround Mix), la versión Stereo Remix de Lady Nina, la versión remasterizada 2017 de Misplaced Childhood (Stereo), un documental de Childhood Memories que dura (aproxima 72 minutos) y contiene videos en Singles de ese álbum son: Kayleigh, Lavender, Heart of Lothian que aparecieron en ese álbum y Lady Nina apareció en 1986 en miniálbum "Brief Encounter" y después apareció como un sencillo.
- Datos: Q634646